# Steinhübel (Seiffen)
Steinhübel ist ein Ortsteil von Seiffen/Erzgeb. im sächsischen Erzgebirgskreis.

## Lage
Das als Streusiedlung gegründete Steinhübel liegt nördlich von Seiffen in einer Hanglage auf rund 644 m im sächsischen Teil des Erzgebirges. Der Ort ist von Seiffen aus erreichbar. Nördlich der Siedlung befindet sich Neuhausen/Erzgeb. Steinhübel besteht heute aus einem zusammenhängenden Siedlungskern mit einigen losen Häusern in kleinerem Umkreis.

## Geschichte
Steinhübel wurde spätestens 1863 erstmals erwähnt. Der damals in der Amtshauptmannschaft Freiberg gelegene Ort gehörte anteilig zu Seiffen und Heidelberg. In den beiden Teilen lebten 177 bzw. 122 Personen. Seit 1939 gehörte der Ort vollständig zu Seiffen. 1863 wurde im Ort eine Schule errichtet.

## Belege
1. ↑  Steinhübel (2) – HOV | ISGV. Abgerufen am 3. April 2024.
2. ↑  Geschichtliches über Seiffen. Abgerufen am 3. April 2024.